# Muzeum Garnizonu Ostrowskiego
Muzeum Garnizonu Ostrowskiego – muzeum dokumentujące niemiecką i polską historię garnizonu w Ostrowie Wielkopolskim.

## Historia
Otwarte zostało 15 sierpnia 2006 r. Jego siedziba znajduje się na terenie wybudowanych w XIX wieku tzw. Nowych Koszar. Muzeum Garnizonu Ostrowskiego patronują: Muzeum Narodowe i Muzeum Wojska Polskiego w Warszawie.